# Всеволод Гуљевич
Всеволод Гуљевич, рус. Всеволод Константинович Гулевич (Варшава, 23. децембар 1903 — Њујорк, 11. март 1964), био је српски сликар и цртач стрипова руског порекла. 
Стрипови: „Мач судбине“, „Нибелунзи“, „Грозни Џек“ и „Брегови у пламену“.